# معماری گوتیک

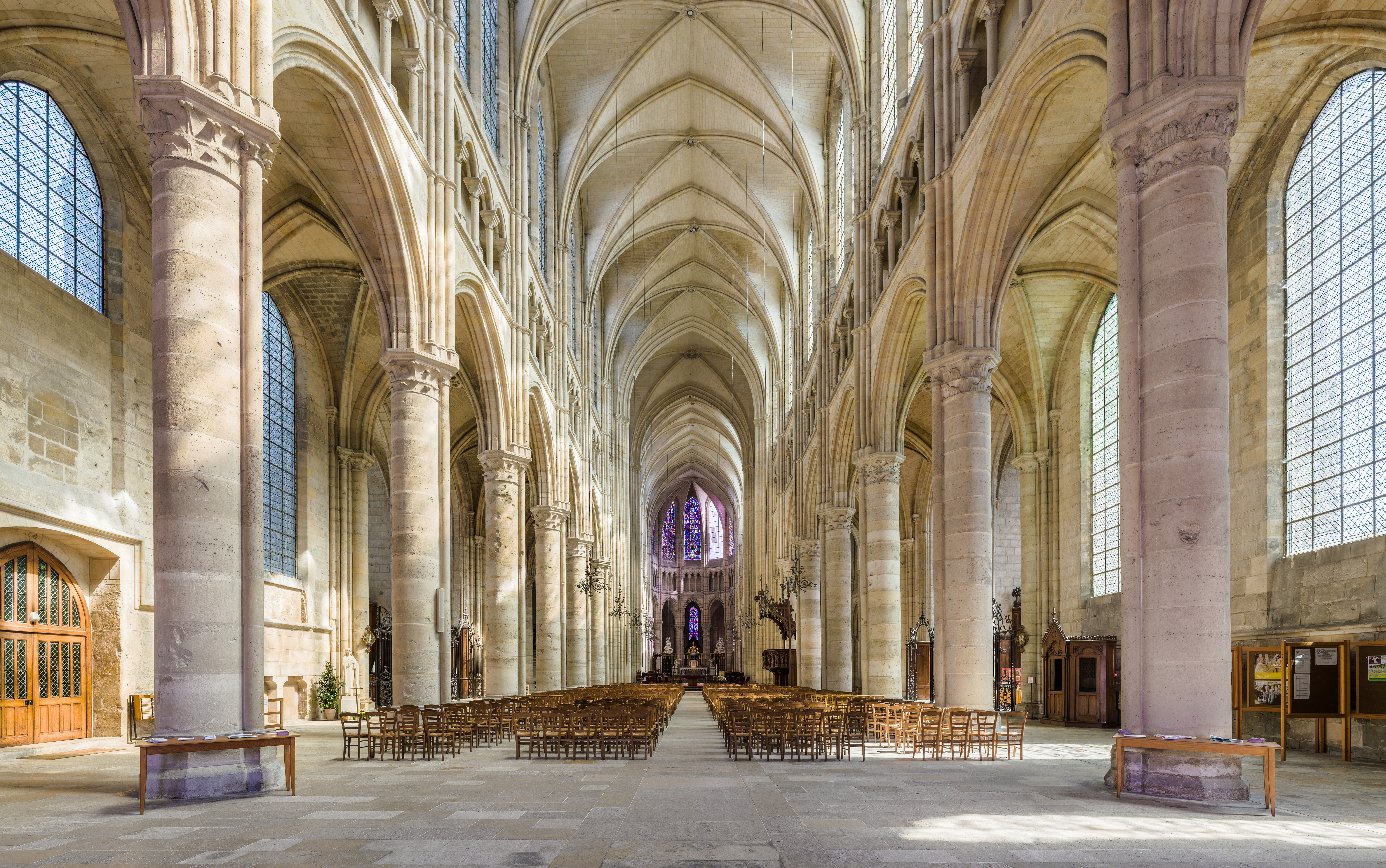
نگاره‌ای از شبستان کلیسای جامع سوآسون در پیکاردی، فرانسه. این کلیسا، یک کلیسای جامع کاتولیک رُمی با معماری گوتیک است.

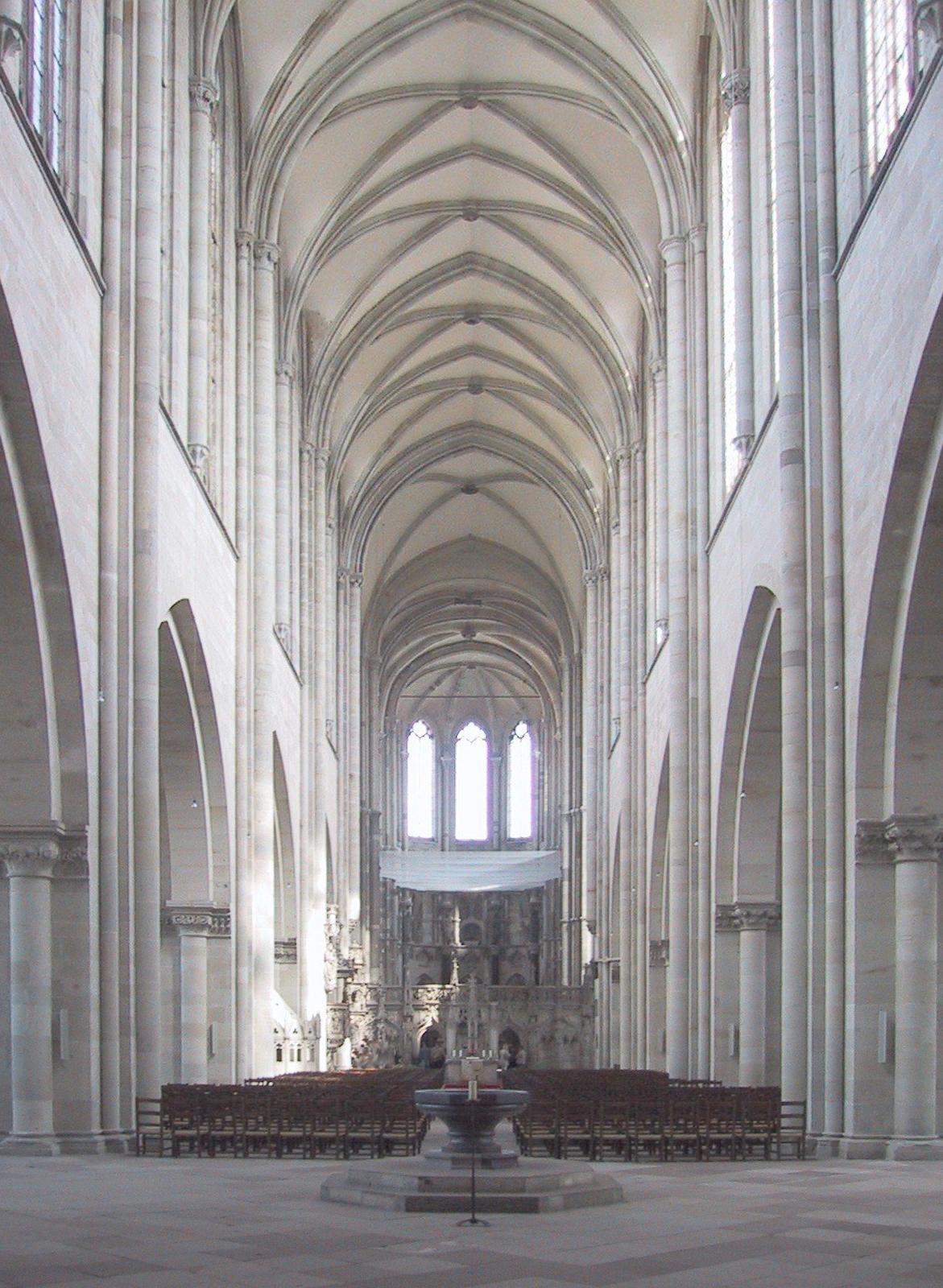
نمونه‌ای از معماری گوتیک در آلمان.

معماری گوتیک، یکی از سبک‌ها و دوره‌های تاریخی معماری است. این یک سبک مذهبی است که همواره در خدمت کلیسا بوده‌است.
آغاز پیدایش هیچ‌یک از شیوه‌های معماری را به دقت شیوهٔ گوتیک، نمی‌توان تعیین کرد. هنر معماری گوتیک در میان سال‌های ۱۱۳۷ و ۱۱۴۴ (میلادی) در جریان بازسازی کلیسای سن-دنی فرانسه پا به عرصه وجود گذاشت و تا اواسط قرن شانزدهم میلادی در اروپا معمول بود. هنر گوتیک در میان دو دورهٔ هنر رمانسک و رنسانس واقع شده‌است و تا قبل از دورهٔ مدرن، گوتیک به عنوان یک صفت منفی به کار می‌رفت و فیلاریته از آن به عنوان هنر فلاکت‌زده یاد می‌کند. سبک معماری جورجیا الهام گرفته از این سبک، در سال‌های ۱۷۲۰ تا ۱۸۴۰ در کشورهای انگلیسی زبان شهرت یافت.
دورهٔ گوتیک در فرهنگ جهان دوران استیلای مذهب و بالاخص کلیسا، بر جوامع بوده‌است؛ نوع ارتباطات در آن دوران به صورت عمودی تعریف می‌شد. بدین معنا که تمام ابعاد و جنبه‌های زندگی در جهت خداوند و برای خداوند تعریف می‌شد. این الگو در معماری آن دوران خود را به صورت فلش‌های رو به بالا (به سمت خداوند) نشان داده‌است. دورهٔ گوتیک با ظهور اومانیسم پایان یافت. البته عده‌ای دورهٔ رنسانس را دشمن گوتیک می‌دانند.
یکی از ویژگی‌های معماری گوتیک، قوس نوک تیز است. این نوع طاق قبل از این‌که در معماری قرون وسطی به کار گرفته شوند، در خاور میانه، در معماری اسلامی استفاده می‌شد. در نتیجه به نظر می‌رسد که معماری شرق نزدیک و خاورمیانه برای بناهای فرانسه مانند کلیسای جامع Autun الهام‌بخش بوده‌است. در غیر این صورت طاق به سبک رومی هست.
قوس‌های نوک تیز به‌ طور گسترده در تزئین گذرگاه طاقدار کور رومی نیز رخ می‌دهد که در آن قوس‌های نیم‌دایره با یک الگوی تزئینی ساده همدیگر را می‌پوشانند و نوک‌های تیز به صورت تصادفی در طراحی پیش می‌آیند.

## واژه‌شناسی
در سال ۱۵۵۰ جورجو وازاری (۱۵۷۴–۱۵۱۱) معمار ایتالیایی، نخستین بار اصطلاح گوتیک را به شکل واژه‌ای تمسخرآمیز برای توصیف کردن هنر و معماری دورهٔ سده‌های میانه پسین به کار برد و آن را به گوت‌ها نسبت داد یعنی آن را «هولناک و بی‌فرهنگ» معرفی کرد.

## دوره‌های معماری گوتیک
معماری در اروپا طی سده‌های سیزده و چهارده شکل گرفته و شکل‌گیری آن درطی سه مرحله بوده‌است.

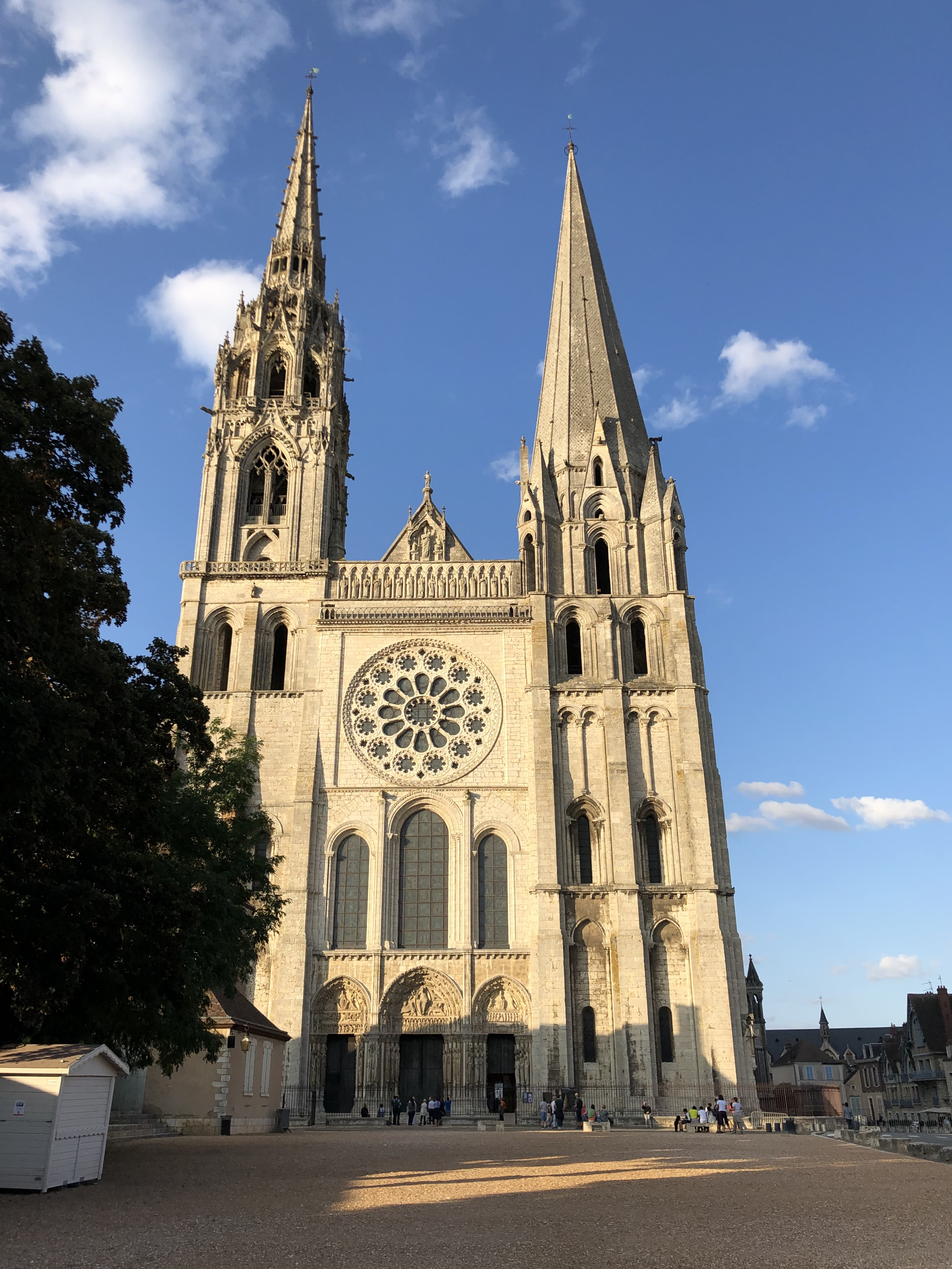
برج گوتیک بلند (سمت راست) برج گوتیک شعله‌ور (سمت چپ)

### گوتیک آغازین
معماری گوتیک با دوباره ساختن کلیسای سن دنی پاریس، در فرانسه آغاز گردید. در کلیساهای گوتیک آغازین طاق جناغی بسیار به چشم می‌خورد. طاق جناغی با توجه به قوس‌های متقاطع یا اریب در زیر طاق گهواره ای خیلی آسان شناخته می‌شود. این قوس‌ها نقش ارماتور یا مسلح‌کننده ای را دارند که به عنوان چهارچوبی برای استخوان عصر گوتیک مورد استفاده قرار گرفته‌اند. معماری گوتیک آغازین دوره متمایز شدن از هنر رومانسک و خودسازی و تکامل شیوه گوتیک است، که نیمه قرن دوازدهم میلادی را فرا گرفت و به انگلستان نیز نفوذ داشت.

### گوتیک متعالی
کلیسای شارتر
کلیسای آمین

### گوتیک شعاع سان (تابناک)
این سبک در نیمهٔ اول سده سیزدهم هنگامی که معماری با ظرافت کاری‌های باشکوه پدید آمد سبک مشعشع نام گرفت. پنجره‌های آن در نوع خود بزرگ‌ترین تا آن روز بودند. نمونه زیبای آن کلیسای سنت شاپل در پاریس است. در گوتیک سبک مشعشع بیش از سه چهارم (بیشتر از ۷۰ درصد) کل بنا را شیشه‌ها تشکیل می‌دادند.

## آثار برجسته
- کلیسای سن دنی
- کلیسای جامع لئون در اسپانیا
- کلیسای جامع لائون در فرانسه
- کلیسای نوتردام
- کلیسای شارتر
- کلیسای آمین
- کلیسای سنت شاپل
- کلیسای بووه
- کلیسای سن مالکو
- کلیسای سالزبری
- کلیسای سنت الیزابت
- کلیسای جامع میلان
- کلیسای جامع کلن
- کلیسای فلورانس
- کلیسای وست‌مینستر